# 대외비 (영화)
《대외비》는 2023년에 개봉한 대한민국의 영화이다.

## 캐스팅
- 조진웅 : 전해웅 역 - 본작의 주인공. 1992년 총선에서 부산 해운대 지역구에 도전하는 만년 국회의원 후보.
- 이성민 : 권순태 역 - 본작의 메인 빌런이자 최종 보스. 부산 정치판을 움직이는 숨어있는 정치 실세.
- 김무열 : 김필도 역 - 본작의 서브 주인공. 전해웅을 도와 선거자금을 융통하는 지역 조폭.
- 원현준 : 정한모 사장 역
- 김민재 : 문장호 역
- 유승목 : 안규환 역
- 박세진 : 송단아 역
- 김윤성 : 박상만 과장 역
- 손여은 : 상미 역
- 허지원 : 윤 검사 역

## 참고 사항
- 김무열, 김윤성, 유승목, 최민철은 영화 《악인전》 이후로 4년 만에 재회하여 캐스팅 되었다.